# Cyphostemma luteum
Cyphostemma luteum är en vinväxtart som först beskrevs av Exell & Mendonca, och fick sitt nu gällande namn av Descoings. Cyphostemma luteum ingår i släktet Cyphostemma och familjen vinväxter. Inga underarter finns listade i Catalogue of Life.